# ストランビネッロ
ストランビネッロ（伊: Strambinello）は、イタリア共和国ピエモンテ州トリノ県にある、人口約300人の基礎自治体（コムーネ）。

## 地理

### 位置・広がり

#### 隣接コムーネ
隣接するコムーネは以下の通り。
- バルディッセーロ・カナヴェーゼ
- クアリウッツォ
- トッレ・カナヴェーゼ
- ヴィストローリオ